# Уніон Еспаньйола
«Уніо́н Еспаньйо́ла» (ісп. Club Unión Española S.A.D.P) — чилійський футбольний клуб із Сантьяго. Заснований 18 травня 1897 року.

## Досягнення
- Чемпіон Чилі (7): 1943, 1951, 1973, 1975, 1977, 2005А, 2013Т
- Володар кубка Чилі (2): 1992, 1993
- Володар суперкубка Чилі (1): 2013